# Elitserien 1981/1982
Sezóna 1981/1982 byla 7. sezonou Švédské ligy ledního hokeje. Mistrem se stal tým AIK. Poslední tým sestoupil a předposlední hrál baráž o udržení proti nejlepším celkům druhé ligy.
| Vysvětlivky                              |
| ---------------------------------------- |
| Tým nepostupující do semifinále play off |
| Tým hrající Kvalserien (baráž)           |
| Sestupující tým                          |

## Základní část
| Poř. | Tým                | Z  | V  | R  | P  | Skóre     | B  |
| ---- | ------------------ | -- | -- | -- | -- | --------- | -- |
| 1    | Färjestads BK      | 36 | 20 | 7  | 9  | 146 – 108 | 47 |
| 2    | IF Björklöven      | 36 | 19 | 4  | 13 | 143 – 117 | 42 |
| 3    | AIK                | 36 | 15 | 9  | 12 | 136 – 123 | 39 |
| 4    | MoDo AIK           | 36 | 15 | 7  | 14 | 149 – 135 | 37 |
| 5    | Skellefteå AIK     | 36 | 15 | 6  | 15 | 129 – 111 | 36 |
| 6    | Leksands IF        | 36 | 13 | 10 | 13 | 155 – 162 | 36 |
| 7    | Västra Frölunda IF | 36 | 14 | 7  | 15 | 132 – 123 | 35 |
| 8    | Brynäs IF          | 36 | 14 | 6  | 16 | 122 – 138 | 34 |
| 9    | Djurgårdens IF     | 36 | 11 | 8  | 17 | 109 – 128 | 30 |
| 10   | Timrå IK           | 36 | 10 | 4  | 22 | 106 – 182 | 24 |

## Play off

### Semifinále
- Färjestads BK – AIK 0:2 (4:5, 0:4)
- IF Björklöven – MoDo AIK 2:0 (4:3, 6:3)

### Finále
- IF Björklöven – AIK 2:3 (2:0, 2:3, 3:4, 4:2, 2:3)